# 1608
1608 (MDCVIII) fue un año bisiesto comenzado en martes según el calendario gregoriano.

## Acontecimientos
- 17 de enero: en Ebenat (Etiopía), los soldados liderados por el emperador Susenyos I sorprenden a un ejército de oromos; en la batalla mueren 12 000 oromos y 400 imperiales.
- 14 de mayo: en la orilla del mar Adriático, cerca de Tivat (Montenegro) se registra un terremoto, sin más datos.
- 3 de julio: en Canadá, los franceses fundan Quebec.
- 21 de septiembre: en Oviedo, España, inicia sus actividades la Universidad de Oviedo.
- Fundación de Coyaima (Colombia).

## Arte y literatura
- William Shakespeare: Timón de Atenas (tragedia).

## Nacimientos
- 13 de julio: Fernando III de Habsburgo, aristócrata romano germánico, emperador entre 1637 y 1657 (f. 1657).
- 15 de octubre: Evangelista Torricelli, científico italiano (f. 1647).
- 9 de diciembre: John Milton, poeta inglés (f. 1674).
- Nicolás Cotoner y de Oleza, Gran maestre de la Orden de Malta.

## Fallecimientos
- 14 de mayo: Carlos III de Lorena, aristócrata francés (n. 1543).